# Чебаркуль (озеро, Башкортостан)
Чебаркуль (баш. Сыбаркүл) — озеро в Абзелиловском районе Республики Башкортостан. Через озеро протекает река Янгелька, впадающая в озеро с северной стороны и вытекающая с южной. Приток Янгельки река Могак впадает в нее у северного берега. Чебаркуль находится неподалеку от озера Мулдаккуль и в 20 километрах южнее озера Банное (Яктыкуль). На южном берегу село Давлетово и деревня Кушеево, на восточном деревня Селивановский.

## Описание
Берега пологие, заболоченные, у южного расположено болото Чебаркуль. Площадь зеркала 10,0 км², длина 5,1 км, средняя ширина 1,9 км, средняя глубина 2,0 м (макс. — 3,5 м), объём воды 20,4 млн м³; площадь водосбора 369,0 км². Находится на высоте 320 метров над уровнем моря.
Вода чистая. На озере в результате роста и последующего отмирания водной растительности образуются зыбуны и сплавины. Во время сильных ветров и волнений они отрываются и кочуют по акватории, образуя плавающие островки.
В озере обитают краснопёрка, лещ, линь, окунь, подлещик, щука. Обилие различной рыбы привлекает сюда любителей рыбной ловли.
Озеро Чебаркуль — отличное место для семейного отдыха. Народ облюбовал несколько островков, разбросанных по озеру, здесь можно найти землянку, но, в основном, загорает на пляжах, лазает по скалам неподалеку.
В IX—VII тысячелетиях до н. э. здесь обитали люди, на берегу озера сохранилась Янгельская стоянка, открытая в 1963 году Геральдом Матюшиным. По этой стоянке получила название мезолитическая Янгельская археологическая культура на Южном Урале.